# Radkova Lhota
Radkova Lhota är en ort i Tjeckien. Den ligger i regionen Olomouc, i den östra delen av landet, 240 km öster om huvudstaden Prag. Radkova Lhota ligger 251 meter över havet och antalet invånare är 199.
Terrängen runt Radkova Lhota är platt västerut, men österut är den kuperad.Runt Radkova Lhota är det ganska tätbefolkat, med 160 invånare per kvadratkilometer. Närmaste större samhälle är Přerov, 12,3 km väster om Radkova Lhota. Trakten runt Radkova Lhota består till största delen av jordbruksmark.